# Стефлюк Дмитро Петрович

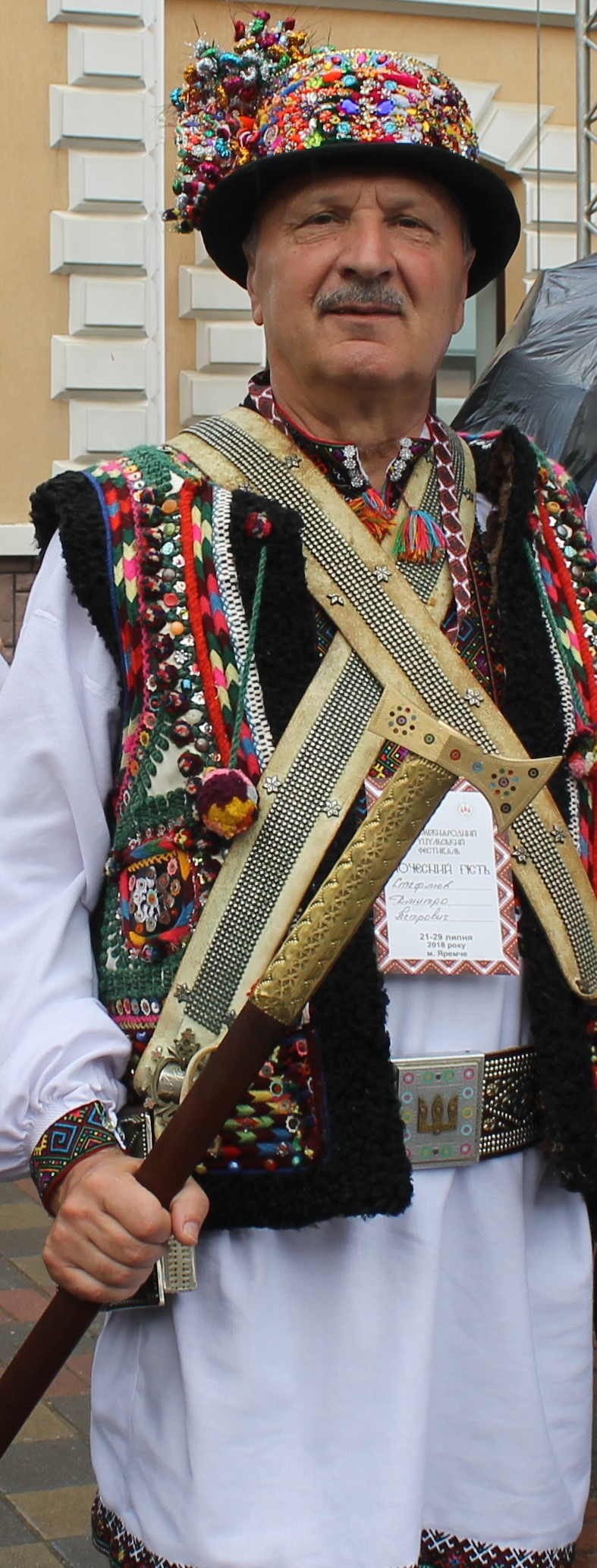

Стефлюк Дмитро Петрович народився 22 червня 1951 року у селі Верхній Ясенів, Верховинського (на той час Жаб’євського) району Івано-Франківської (на той час Станіславської) області.
Дружина  Стефлюк Олена Юріївна (1952-2020), сини Дмитро – 1973 р. н. та  Юрій (1984 -2016), онуки Ольга  (1996 р. н.) і Святослав (2001 р. н.), правнук Володимир (2018 р. н.).
Освіта
1958-1965 роки – навчання у Верхньоясенівській восьмирічній школі.
1967-1968 роки – навчався в Городенківському професійно-технічному училищі № 13, здобув спеціальність слюсаря по ремонту сільськогосподарських машин.
Закінчив Львівський зооветеринарний інститут (1978 р.) за спеціальністю «зооінженер».
У 1995 році закінчив юридичний факультет  Чернівецького державного  університету ім. Федьковича та одержав кваліфікацію юриста.
Трудова діяльність
        Квітень 1969 року – розпочав трудову діяльність  трактористом у колгоспі «Радянська Верховина»
       1969-1971 рр. –  проходив службу в Радянській армії, у військах Закавказького військового округу, на території Азербайджанської республіки.
        1971-1972 рр. – завідувач клубу села Рівня  Верхньоясенівської сільської ради.
       1973-1978 рр. – секретар комітету комсомолу колгоспу «Радянська Верховина».
        1978-1985 рр. –  голова виконкому Верхньоясенівської сільської ради.
        198501987 – інструктор Верховинського райкому партії.
        З 1987 року по 2011 рік працював у Верховинській районній раді на посадах:
1987-1990 рр. – секретар райвиконкому,
1990-1992 рр. – заступник голови районної ради,
1992-1998 рр. – перший заступник голови райвиконкому,
1998-2006 рр. – голова Верховинської районної ради,
2006-2011 рр. – заступник голови Верховинської районної ради.
2011-д.ч. – начальник відділу рекреації та екологічної освіти, з  квітня 2015 року     – заступник директора  з наукової роботи Національного природного парку «Верховинський».
Громадська діяльність
У 1990 році обраний головою комісії Верховинської районної ради по реабілітації жертв політичних репресій.
З 1991 року – голова ліквідаційної комісії Верховинського райкому партії та  комісії по розслідуванню наслідків спроби державного перевороту в СРСР (ГКЧП).
2000-2011рр. – голова Асоціації органів місцевого самоврядування регіону «Гуцульщина».
2000 р. –  обраний головою  Верховинської районної організації  Української народної партії.
У 2011 році створив Верховинський осередок правозахисної організації «Варта права».
У 2015 році   обраний головою громадської організації «Всеукраїнське товариство «Гуцульщина».
Автор книжки «З рідним краєм на межі тисячоліть»  (2016 р.).
Випусковий редактор журналу «Жаб’є», засновник – НПП  «Верховинський».
У рамках вивчення досвіду роботи та налагодженні співпраці перебував у європейських країнах. Зокрема: Франція (1998 р.), Румунія (1998, 2003, 2005, 2016, 2017 рр.), (Польща 2001- 2003, 2005 р.р.), Словаччина (2003 р.).  Створив у 2018 році у селищі Верховина Гуцульську світлицю та Музей історії села Верхній Ясенів.
Реєстрація творчих, наукових праць і доповідей надрукованих у засобах інформації, та поданих в інтерв’ю.
1. Книга «Органи місцевого самоврядування – 10 років незалежності України». Стаття  «Нормативний процес в діяльності районної ради»  ст. ст. 172-176. Оригінал макет. Парламентське видавництво, 2001 р.
2.Міжнародна-наукоково практична конференція «Проблеми відродження та розвиток матеріальної і духовної культури гуцулів» 7-9 вересня 2001 року. Доповідь: «Діяльність місцевих органів влади  та громадських організацій щодо відродження та розвитку матеріальної і духовної культури гуцулів». Видавництво «Гуцульщина» Верховина 2001 рік.
3. Матеріали Всеукраїнської науково-практичної конференції з міжнародною участю: «Екологічні аспекти охорони родючості ґрунтів і навколишнього природного середовища». Стаття «Охорона ландшафтного і біологічного різноманіття» ст.ст. 211-222 НДВДЦ «Нововведення» вул. Академічна м. Бережани Тернопільської області 2006 рік.
4.  Книга «Верховинщина – 20 років незалежності України». Стаття. «Вклад Асоціації органів місцевого самовпрядування регіону Гуцульщина у вирішенні проблем гірського населення Українських Карпат та розбудову держави». Видавництво «Гуцульщина» ст. ст. 274-282. 2011 рік.
5.Стаття «Рекреаційний потенціал «Верховинського». Газета «Галичина» 25-27 вересня 2014 р. ст.ст.  1-6.
6. Автор книги «З рідним краєм на межі тисячоліть». Видавничо-поліграфічне товариство «Вік» Коломия – 2015 рік.
7. Матеріали Міжнародної науково-практичної конференції «Екологічні і соціально-економічні та історико-культурні   аспекти розвитку прикордонних територій Мароморощини». Стаття «Рекреаційно-туристичний потенціал українських Карпат на прикладі діяльності НПП «Верховинський». Видавництво ФОП Петришин 2016 р. м. Хмельницький  ст.ст.  288-285.
8. Міжнародна наукова конференція «Український феномен Гуцульщини: Європейський та національний контексти». Доповідь «Важлива роль Міжнародних гуцульських фестивалів у збереженні та популяризації культури гуцулів»  ст.ст. 169-172. Видавничо-поліграфічне товариство видавництво «Вік» Коломия – 2017 рік.
9.Міжнародна науково–практична  конференція «Гуцульщина XXI сторіччя проблеми та перспективи збереження гірської природи та етнічної культури в гуцульському регіоні Українських Карпат в умовах глобалізації».  Доповідь: «Роль ГО Всеукраїнське товариство «Гуцульщина» в збереженні етнокультурних цінностей в умовах глобалізації» м.Яремче 27 липня 2018 року.
10. Доповідь на Міжнародній науковій конференції «Проблеми збереження гірських екосистем та сталого використання біологічних ресурсів Карпат». Україна м. Рахів 22-25 жовтня 2018 року. Видавництво НАЇР м. Івано- Франкіськ ст.ст. 406-411.
11. Стаття Героїка гуцульського повстання журнал «Гражда» № 1/48 2018 рік ст. 2-4. Дмитро Стефлюк, Олександр Масляник.
12. Стаття Іван Бойчук з Ясенова Горішнього-ватажок опришків 1754-1759 років. Всеукраїнська  науково-практична конференція «Василь Баюрак (1722-1754)-ватажок карпатських опришків». м. Яремче, 28 09. 2019 р.
Посилання
http://nppver.at.ua/index/kontakti/0-4
https://youcontrol.com.ua/catalog/executives/s/stefliuk-dmytro-petrovych/manager/
https://gig.kosiv.biz/9794/